# Weingut Schloss Saarfels

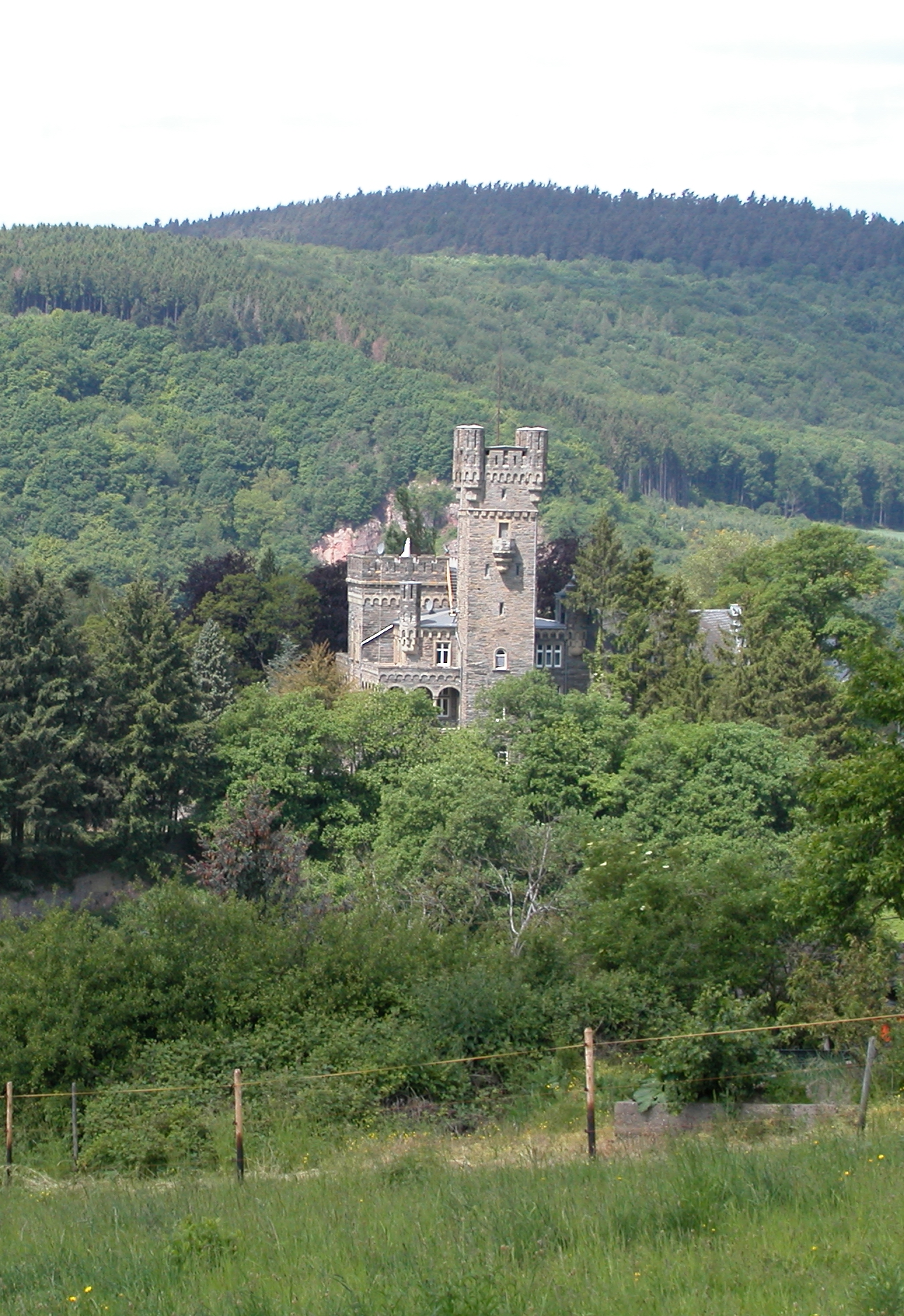
Weingut Schloss Saarfels

Das Weingut Schloss Saarfels ist eine ehemalige Wein- und Sektkellerei in der Gemeinde Serrig an der Saar im Landkreis Trier-Saarburg in Rheinland-Pfalz.
Das Anwesen liegt östlich der Ortslage von Serrig auf etwa 200 m über NHN und dient als Gästehaus. Stand 2023 steht es zum Verkauf.
Die auf zwei übereinanderliegenden Kellern aufgesockelte burgenromantische Hofanlage im Stil des Historismus wurde 1912/14 erbaut, der Architekt war Christoph Ewen.
Die bauliche Gesamtanlage mit Weinberg ist ein eingetragenes Kulturdenkmal.